# Maculewiczowie herbu Sas

Herb Sas

Maculewiczowie – bojarska rodzina litewska pieczętująca się herbem Sas, której udokumentowany rodowód sięga przełomu XIV i XV wieku.

## Historia rodu

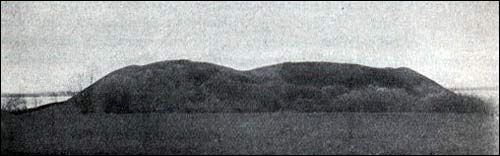
Wzgórze Zamkowe w Dryświatach

Wywodzi się od jednego z zasłużonych wojów Wielkiego Księcia Witolda. Maculewicz za zasługi w służbie księcia otrzymał tereny w okolicach Dryświat w Ziemi Połockiej, zobowiązany był jedynie do służby ziemskiej i wojskowej u boku księcia oraz wzmacnianie ludźmi garnizonu Zamku Dryświaty. Stanisław i Bartłomiej są wymieniani w Popisie Wojska Litewskiego z 1567 r. w którym zapisano iż stawili się w pocztach panów powiatu Brasławia Litewskiego konno w uzbrojeniu wraz ze sługami. Nadania ziemskie potwierdzili bojarom w tamtych okolicach, w tym Maculewiczom, min. Aleksander Jagiellończyk w 1500 r., następnie Stefan Batory w 1579 r. oraz Zygmunt III Waza w 1589 r. Dokumenty znajdują się w aktach dyneburskich.
Podczas Sejmiku Gromnicznego w Brasławiu z 6 lutego 1787 roku w podpisach szlachty brasławskiej odnajdujemy siedmiu szlachciców o nazwisku Maculewicz. Na Sejmiku który dokonał wyboru Ignacego Burzyńskiego na starostwo brasławskie stawiło się 258 posłów.
Rodzina Maculewiczów osiadła w okolicach ziemi brasławskiej, skąd przez kolejne wieki jej poszczególni członkowie emigrowali w kierunku dużych miast min. Wilna, Grodna, Dyneburga czy Petersburga. Znaczenie rodu stopniowo podupadało w okresie rozbiorów, powstań narodowych oraz I i II wojny światowej. Przyczyniły się do tego również liczne konfiskaty i represje ze strony władz carskich. Większość przedstawicieli rodziny została przesiedlona z Kresów na tereny Polski po 1945 r.

## Wywód szlachectwa rodziny

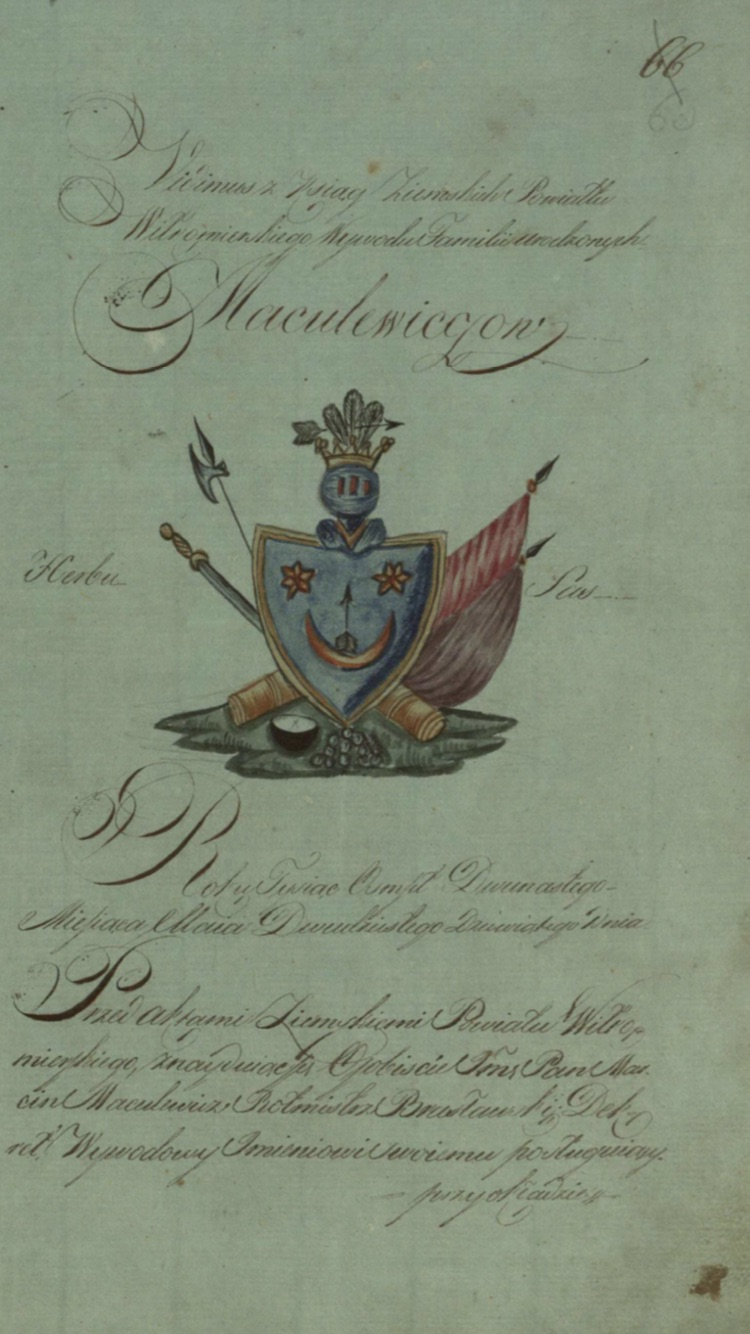
Wypis Szlachectwa dla Rotmistrza Brasławskiego Marcina Maculewicza z Ksiąg Ziemskich Powiatu Wileńskiego z 1812 roku

W wyniku rozbiorów Polski wyłoniła się konieczność udokumentowania szlachectwa przed nowymi zaborcami. Na ziemiach zagarniętych po III rozbiorze przez carską Rosję było to niezbędne, jeżeli polskie rody chciały nadal utrzymać się na pozycji uprzywilejowanych obywateli. Wiązało się to z przedstawieniem dokumentów poświadczających pochodzenie, nadanie herbu, posiadania poddanych, uczestnictwa w sejmach i sejmikach. Zaborca utrudniał proces legitymizacji polskiej szlachty na Kresach jak tylko mógł. Włączając w swoje granice ziemie odebrane Polsce, liczba szlachty wzrosła w Rosji niemal dwukrotnie. Stąd dążenie do usunięcia ze stanu szlacheckiego i ograniczenia wynikających z tego tytułu praw jak największej liczby ubogiej szlachty zaściankowej. Rodzina Maculewiczów zdołała przedstawić dokumenty i zgromadzić potrzebne środki finansowe aby potwierdzić wywód przynależności do stanu szlacheckiego przed władzami carskimi. Dzięki temu zachowała swoją pozycję społeczną uprawniającą do zwolnienia z podatków, dostępu do stanowisk administracji państwowej, awansów w wojsku oraz nabywania i posiadania majątków ziemskich.  
Maculewiczowie potwierdzili szlachectwo przed Deputacją Wywodową Szlachecką Guberni Wileńskiej 15 marca 1812 roku. Następnie po utworzeniu Guberni Kowieńskiej potwierdzili wywód szlachectwa 12 czerwca 1849 roku przed Deputacją Wywodową Szlachecką Guberni Kowieńskiej kolejno Dominik, Karol i Antoni z potomstwem, synowie Ignacego, wnukowie Andrzeja. Feliks, syn Ignacego, z potomstwem wylegitymował się w Cesarstwie i został zapisany do ksiąg szlachty gub. kowieńskiej 17 listopada 1852 roku. W ten sposób Deputacje szlacheckie uznały prawa 28 Maculewiczom. Po zmianie przepisów w Rosji stanowiącej, iż za szlachtę uznać można jedynie te osoby, które otrzymały zaświadczenie z Departamentu Heroldii Cesarstwa w Sankt Petersburgu, rodzina zintensyfikowała starania o uzyskanie tego dokumentu, co udało się w 1853 roku. Heroldia wydała Maculewiczom ukaz numer 5637 w dniu 27 sierpnia 1853 roku. Na jego podstawie, w kolejnych latach pozostali członkowie rodu uzyskiwali potwierdzenia przynależności do Maculewiczów herbu Sas. Dzieci utwierdzono ukazem z 11 sierpnia 1860 roku. Natomiast po wieloletnich staraniach w roku 1882 Aleksander, syn Antoniego, dziedzic dóbr Syruciszki, Paweł, syn Józefa, dziedzic dóbr Szymkiszki, Adam, syn Józefa, dziedzic dóbr Rachaliszki, i Adam, syn Wincentego, dziedzic dóbr Szniukszty, w gub. kowieńskiej jako ostatni otrzymali potwierdzenie szlachectwa z Departamentu Heroldii Rządzącego Senatu w Sankt Petersburgu.

## Koligacje rodowe
Maculewiczowie byli spokrewnieni m.in. z rodami Anasińskich h. Jastrzębiec, Buczyńskich h. Lubicz, Beynarowiczów h. Nowina, Daukszów h. Pierzchała, Fergisów h. własnego, Frąckiewiczów h. Brodzic, książąt Giedroyciów h. Hipocentaurus z Różą, Gulbinowiczów h. Gryf, Januszkiewiczów h. Lubicz, Klukowskich h. Korczak, Łętowskich h. Ogończyk, Maksymowiczów h. Jastrzębiec, Przygodzkich h. Radwan, Rodziewiczów h. Łuk, Stankiewiczów h. Wadwicz, Siemaszków h. Łabędź, Szukiewiczów h. Odrowąż, Wołków h. Siekierz, Wołosowiczów h. Lis i Wołowiczów h. Bogoria.

## Dwory, folwarki i zaścianki należące do Maculewiczów

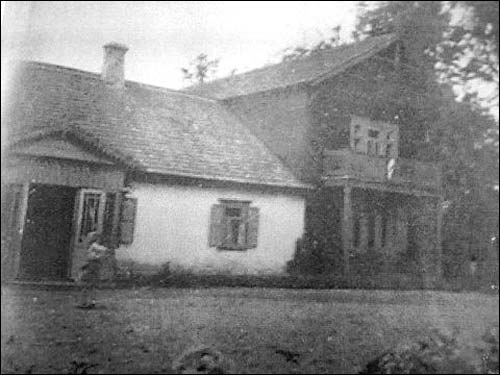
Dwór Maculewiczów w Bobrykowszczyźnie w okresie międzywojennym

Syruciszki w parafii Opitołoki, Rudziany w parafii Żejmy, Rachaliszki, Szymkiszki i Szniukszty w gub. kowieńskiej; Polepieniszki, Salutyn i Gudejki w parafii Dubinki, Glinciszki, Gudejki, Porojście, Jodupie, Pasznia, Pukiniszki, Babarajstis, Sobolewszczyzna, Miszkince, Olanszczyzna, Pilekańce, Szałtupie i Gajliszki w parafii Giedrojcie, Kołnota w parafii Glinciszki, Sadoniszki w parafii Inturki, Naredzie w parafii Janiszki, Drawcza w parafii Kiernów, Pokumsze, Skawduliszki i Sawkiszki w parafii Korwie, Buczeliszki i Monetony w parafii Malaty, Meszluki, Klamiele, Mejszagoła, Bobrykowszczyzna i Koncystaw w parafii Mejszagoła, Poniemencza i Szafarnia w parafii Niemenczyn, Szlomiszki, Kazimierzowo, Błażyszki, Orliszki, Pikieliszki, Stanisławowo i Jamki w parafii Podbrzezie, Pory w parafii Szyrwinty, Wilkiszki i Borkuszki w parafii Turgiele, Czerwony Dwór i Piaski w parafii Werki, Łowmiany w parafii Widziniszki, Bortkiszki i Smołwy Szukowskie w parafii Smołwy, Lebiedziewo w parafii Lebiedziew, Borkowszczyzna i Domasze w parafii Dryświaty, Rubież II w parafii Dzierkowszczyzna, Stare Boruny w parafii Boruny, Bohusze w parafii Krewo, Bardzobogaciszki, Raczuny Wielkie, Soły i Stasin w parafii Soły, Preny i Balinogródek w parafii Balinogródek, Pawlukańce w parafii Sużany, Rynkowszczyzna w parafii Bujwidze, Hoduciszki w parafii Hoduciszki, Sorok-Tatary w parafii Biała Waka, Gołowatki, Skajtaszyle, Hołowatka II i Bołoszyna w parafii Kiemieliszki, Cybory w parafii Lida, Korowaiowszczyzna w gub. wileńskiej; Łopoty w parafii Błonie, Maculowszczyzna w parafii Swojatycze, Olżew Mały w parafii Białohruda, Werenów w parafii Werenów, Falkowszczyzna w parafii Nieciecz w gub. mińskiej; Chmielewszczyzna w parafii Odelsk w gub. grodzieńskiej; Strękowizna w parafii Szczebra w gub. suwalskiej Królestwa Kongresowego.

## Przedstawiciele rodu

Herb Biskupi Jerzego Maculewicza

- Ignacy Maculewicz (żył w XVIII wieku), ziemianin brasławski oraz konfederat barski z 1771.

- Jerzy Maculewicz (ur. 30 maja 1955 r. w Daszewie), polski biskup, franciszkanin.

- Wacław Maculewicz (ur. 21 lipca 1893 r. w Wilnie – zamordowany w kwietniu 1940 r. w Katyniu), kapitan WP, obrońca Lwowa, uczestnik wojny 1920 r., żołnierz Grupy Operacyjnej generała Żeligowskiego, odznaczony Krzyżem Walecznych, ofiara zbrodni katyńskiej, pośmiertnie mianowany na stopień majora przez Ministra Obrony Narodowej Aleksandra Szczygłę.

- Ludwik Maculewicz (ur. 1889 r. w Baku – zm. 1939/40?), syn Mieczysława i Marii, właściciel wielkich dóbr Borkuszki pod Wilnem, Dyrektor Oddziału Państwowego Banku Rolnego w Wilnie od 15 czerwca 1925 r., Prezes Towarzystwa Lniarskiego w Wilnie, publicysta artykułów o tematyce rolniczej, autor książki „Obecny stan zagadnienie lniarsko-konopnego w Polsce, trudności napotkane przy realizacji tego zagadnienia i dezyderaty na przyszłość”. Aresztowany 10.10.1939 w Wilnie przez władze sowieckie, zaginiony 1939 r. Prawdopodobnie znajduje się na tzw. białoruskiej liście katyńskiej[2].

- Emilia Maculewicz, siostra Alma (ur. 11 czerwca 1863 r. w Jurborgu – zm. 25 grudnia 1938 w Poznaniu), urszulanka, pedagog, kierowniczka szkoły dla dziewcząt w Petersburgu następnie dyrektorka Gimnazjum Św. Katarzyny. Przełożona Urszulanek w Poznaniu w latach 1924–1938. Jedna z najbliższych współpracownic świętej Urszuli Ledóchowskiej.

- Stanisław Maculewicz (ur. 18 lipca 1898 r. – zm.?), ppłk WP, do 1939 r. w stopniu majora pełnił służbę na stanowisku II zastępcy dowódcy 3 pułku saperów Wileńskich, dowódca 19 batalionu saperów w kampanii wrześniowej, zastępca dowódcy 5 Kresowego batalionu saperów oraz dowódca 10 batalionu saperów w II Korpusie PSZ na Zachodzie, weteran walk pod Monte Cassino, Ankoną i Bolonią.

- Józef Maculewicz (ur. 1810 r. – zm. ?), szlachcic z Dyneburga, mason, represjonowany podczas powstania styczniowego, aresztowany i zesłany na przymusowe osiedlenie do Pudoży w ołonieckiej guberni na terenie Karelii.

- Franciszek Maculewicz (ur. 1892 r. w Pompianach – zamordowany 11 stycznia 1938 r. w Leningradzie), główny księgowy Zakładów im Kirowa w Leningradzie, ofiara wielkiej czystki, aresztowany 17 października 1937 przez NKWD i rozstrzelany po brutalnym śledztwie.

- Irena Maculewicz-Żejmo (ur. 24 listopada 1926 r. w majątku Lebiedziewo – zm. 17 listopada 2007 r. w Koszalinie), profesor Akademii Muzycznej w Bydgoszczy, pedagog, autorka wielu nagrań radiowych i koncertów, laureatka licznych nagród i odznaczeń państwowych.

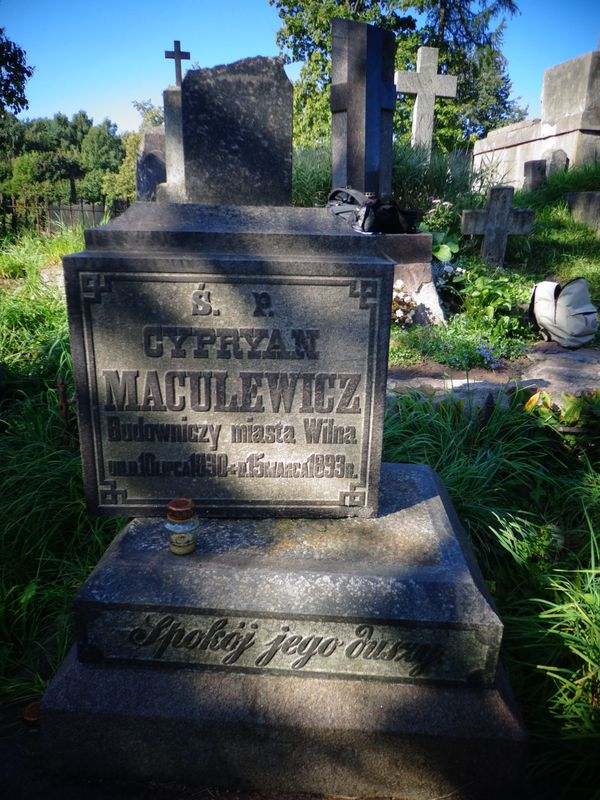
Grób Cypriana Maculewicza na Rossie

- Wacław Maculewicz (ur. XX wiek – zm. XX wiek) pseudonim „Mac”, starszy sierżant, żołnierz Wileńskiego Okręgu AK, szef 9 Oszmiańskiej Brygady AK „Małego Gracza”.

- Cyprian Maculewicz (ur. 1830 r. – zm. 15 marca 1893 r. w Wilnie) architekt i malarz, główny miejski architekt Wilna w latach 1879–1893, absolwent Akademii Sztuk Pięknych w Petersburgu, zbudował około 50 budynków w mieście min. Pałac Józefa Tyszkiewicza, kawiarnię ,,Victoria" oraz Bibliotekę Wróblewskich. Pochowany na Rossie Kwatera nr 4.

- Teofil Maculewicz (ur. 1832 r. – zm. 29 października 1874 r.) szlachcic, w 1850 r. ukończył elitarne I Gimnazjum Wileńskie, kapitan rosyjskich wojsk cesarskich, pochowany na Starym Cmentarzu w Łomży.

- Mieczysław Maculewicz (ur. ? – zm. 13 maja 1944 r.) pseudonim ,,Miecz", żołnierz 3 Wileńskiej Brygady AK, poległ w Murowanej Oszmiance w walce z litewskim wojskiem Plechavičiusa, pochowany w zbiorowej mogile partyzanckiej w Mikuliszkach pod Oszmianą.

- Maculewicz (ur. ? – zm. 12 marca 1913 w Wilnie) szlachcic, główny ekonom i zarządca majątków generała-porucznika inżyniera drogowego Dimitrija Baturlina w Zujunach i Bujwidziszkach pod Wilnem, napadnięty przez nieznanych sprawców zmarł w szpitalu Św. Józefa w Wilnie na skutek ran postrzałowych.

- Dominik Maculewicz (ur. XIX wiek – zm. XX wiek) słynny mistrz budowy instrumentów dętych używanych przez wszystkie orkiestry w Europie, pracował dla firmy GRUER w Warszawie.

- Halina Giedroyć-Maculewicz (ur. 18.10.1920 r. w Warszawie – zm. 30.05.2006 r. w Warszawie) córka Dominika Maculewicza, primabalerina Opery Warszawskiej.

- Wincenty Maculewicz (ur. XIX wiek – zm. XIX wiek) żandarm powstańczy z 1863 r., członek partii ,,Wawra".

- Donat Maculewicz (ur. XIX wiek – zm. XX wiek) w 1900 r. ukończył elitarne I Gimnazjum Wileńskie, od 11 stycznia 1921 roku sędzia Sądu Okręgowego w Grodnie, od 17 kwietnia 1923 sędzia Sądu Okręgowego w Wilnie.

- Ignacy Maculewicz (ur. XIX wiek – zm. XIX wiek) szlachcic z województwa wileńskiego, za udział w Powstaniu Styczniowym wywieziony 23 października 1863 roku na Sybir.

- Wiktor Tichonowicz Maculewicz (ur. 24.05.1947 r. w Połocku – zm. 11.05.1981 r. w Kandaharze) major armii radzieckiej polskiego pochodzenia, uczestnik wojny w Afganistanie, zmarł w szpitalu na skutek ran odniesionych w walkach w mieście Girishk, odznaczony pośmiertnie Orderem Czerwonej Gwiazdy.

- Mieczysław Ludwikowicz Maculewicz (ur. 11.11.1859 – zm. prawdopodobnie 1917) szlachcic, pułkownik inżynierii, w 1877 wstąpił do armii carskiej, ukończył 1.  Pawłowską Szkołę Wojskową oraz Mikołajewską Szkołę Inżynierii, kolejno w 8 batalionie pontonowym (1879 r.), zastępca dowódcy inżynierii obwodu terskiego we Władykaukazie (1899 -1894 r.),  oficer Departamentu Inżynierii (1904 – 1906 r.),oficer sztabowy do zadań specjalnych wileńskiego okręgu wojskowego (1906 – 1915 r.). Odznaczony orderem św. Stanisława (1907), orderem św. Anny (1910) oraz orderami św. Włodzimierza III i IV klasy (1913 i 1915).

- Aleksander Dimitrowicz Maculewicz (ur. XIX wiek – zm. XX wiek) szlachcic, podpułkownik armii carskiej, główny szef intendent w petersburskim okręgu wojskowym.

- Leonid Antonowicz Maculewicz (ur. 1886 r. w Petersburgu – zm. 1959 r. w Leningradzie) radziecki archeolog polskiego pochodzenia, fotograf, historyk kultury i sztuki Bizancjum, absolwent Uniwersytetu w Petersburgu (1911), weteran I wojny światowej, członek Gruzińskiej Akademii Nauk, kierownik działu archeologii w Muzeum Ermitrażu w Sankt Petersburgu, profesor na Uniwersytecie w Leningradzie.

- Stanisław Maculewicz (ur. XX wiek – zm. XX wiek) komandor porucznik marynarki wojennej, w latach 1948-52 pełnił obowiązki dowódcy 52 Kołobrzeskiego batalionu morskiego saperów marynarki wojennej.

- Witold Maculewicz (ur. XX wiek – zm. XX wiek) komandor porucznik marynarki wojennej, w latach 1955-57 pełnił obowiązki dowódcy bazy marynarki wojennej w Świnoujściu.

- Stanisław Maculewicz (ur. 14.06.1959 r. w Stargardzie Szczecińskim) działacz szczecińskiej ,,Solidarności", jeden z 99 sygnatariuszy Porozumień na Rzecz Przeprowadzenia Demokratycznych Wyborów w NSZZ Solidarność z 10 czerwca 1989 r., bliski współpracownik Stanisław Wądołowskiego, represjonowany przez SB.

- Hubert Maciej Maculewicz (ur. 1908 r. – zm. XX wiek) kapitan WP,  wziął udział w kampanii wrześniowej jako oficer informacyjny w sztabie 14 Dywizji Piechoty, następnie w Polskich Siłach Zbrojnych na Zachodzie w dowództwie 3 Dywizji Strzelców Karpackich, weteran walk na całym szlaku II Korpusu we Włoszech min. pod Monte Cassino, Ankoną i Bolonią.

- Zygmunt Maculewicz (ur. ? – zm. XX wiek) pseudonim ,,Zyg'', żołnierz 6 Wileńskiej Samodzielnej Brygady Partyzanckiej Armii Krajowej, uczestnik walk o Wilno w ramach operacji ,,Ostra Brama".

- Magda Francewna Maculewicz (ur. 18.06.1897 r. w Nowogrodzie – zm. 1984 w Nowokuźniecku) szlachcianka, społeczniczka, muzyk, pianistka, pedagog, absolwentka Muzycznego Konserwatorium w Petersburgu które ukończyła z wyróżnieniem w 1917 r. Córka Franciszka, urzędnika Izby Kontroli. Pochodziła z rodziny inteligenckiej o polskich szlacheckich korzeniach. Mama wykładała język francuski. w prywatnej szkole dla dziewcząt. Magda została dyrektorką szkoły muzycznej w Nowogrodzie, koncertowała w filharmonii. W 1928 r. przeniosła się do Leningradu gdzie mieszkała do 1940 r. dając lekcje niemieckiego i francuskiego oraz muzyki. Aresztowana 29.12.1945 w Tomsku za polskie pochodzenie i postawę antyradziecką, skazana na 10 lat łagru i skierowana do Mariańska. Zwolniona w 1953 r. bez prawa pobytu w wielkich miastach. Założycielka szkoły pianistycznej w Nowokuźniecku która od 1998 r. nosi jej imię. Zmarła w 1984 r.